# Gudme
Gudme é um antigo município da Dinamarca, localizado na região central, no condado de Fiónia.

Em 2007, a comuna de Gudme foi fundida com a comuna de Egebjerg, formando a nova comuna de Svendborg.

É conhecida pelos ”achados da Idade do Ferro de Gudme”.

O município tinha uma área de 120 km² e uma  população de 6 407 habitantes, segundo o censo de 2005.